# 饒景暘
饒景暘（？—？），字廷昇，江西南昌府進賢縣人，明朝政治人物。

## 生平
萬曆十六年（1588年）戊子科江西鄉試舉人，與三弟饒景暉、五弟饒景暐同時中舉，時謂三饒，二十六年會試中副榜。授湖广澧州知州，历蓟州知州、刑部主事、刑部郎中、汀州府知府、广西苍梧道副使。守汀间，清操明断，汀人有铁耳冰心之颂。

## 家族
曾祖饒檖，教谕；祖父饒尚章，县丞；父饒裳，封承德郎工部主事。母邹氏，封安人。具庆下。三弟饒景暉、四弟饒景曜、五弟饒景暐。
從兄饒廷錫（甲戌進士）、饒崙（癸未进士、御史）。從弟饒位（庚戌進士、副使）、饒伸（癸未进士、南京吏部主事）。